# Gaja-et-Villedieu
Gaja-et-Villedieu är en kommun i departementet Aude i regionen Occitanien  i södra Frankrike. Kommunen ligger  i kantonen Limoux som ligger i arrondissementet Limoux. År 2022 hade Gaja-et-Villedieu 309 invånare.

## Befolkningsutveckling
Antalet invånare i kommunen Gaja-et-Villedieu
Referens: INSEE